# Amadou Assane Ndoye
Pour les articles homonymes, voir Ndoye.
El Haj Mamadou Assane NDoye, né le 26 juillet 1890 à Dakar et mort le 4 juillet 1974, est un homme d'affaires et homme politique sénégalais. Ancien député, c'est l'une des figures populaires de la communauté lébou.

## Biographie

### Formation
Fils de l'imam ratib Assane Ndoye et de Bineta Sylla, El Haj Mamadou Assane NDoye nait en 1890 à Dakar dans une famille musulmane d’aristocrates lébous. Il reçoit une éducation coranique à Saint-Louis – alors capitale du Sénégal colonial –, auprès d’Ahmed Diop Gora.
Fils et petit-fils de marabout, il s’oriente d'abord vers une vocation de guide spirituel. Il termina son cycle primaire à Dakar dans le daara (école coranique) de son père, avant de s'inscrire à la Médina de Saint-Louis à l'âge de 19 ans.

### Première Guerre mondiale et Trente Glorieuses
Lors des élections législatives françaises de 1914, il se réjouit de la victoire du premier député africain, Blaise Diagne, sur ses rivaux issus des maisons de commerce bordelaises et marseillaises, ainsi que sur les métis. Quand éclate la Première Guerre mondiale, il s'enrôle, avec près de 7 000 de ses frères ressortissants des Quatre communes, dans les troupes métropolitaines. Là, il obtient la Croix de guerre 1914-1918 avec Palme pour services exemplaires. À la capitulation de l'Allemagne, Mamadou Assane Ndoye revient au Sénégal.
Il épouse alors Sokhna Oumou Khaïry Sy, petite-fille de l'érudit Mor Massamba Diery Dieng et fille du cheikh Al Islam El-Hadji Malick Sy (fondateur de la zaouïa de Tivaouane, imam de la mosquée de Sandial et adjoint au grand imam ratib de Dakar). De son mariage avec Sokhna Oumou Khaïry Sy naquit Mohamed Chams Eddine Ndoye, ambassadeur de la République du Sénégal au Proche et Moyen-Orient, de 1976 à 1996.

### Entrepreneuriat
Il se lance dans les affaires, avant de s'orienter vers la politique. Représentant de Renault au Sénégal, il n'est pas soutenu par la Banque commerciale africaine. Évincé, il est remplacé par Delmas et Manutention africaine.
En 1929, il crée une société de transit qui ne résiste pas à la concurrence européenne. Loin de se décourager, Mamadou Assane Ndoye se lance, en 1931, en association avec Henri Gomis dans l'exploitation du poisson, avant de monter, avec un partenaire français nommé Saisset, une usine de carreaux. 
Il prend alors une part active à la création, au lendemain de la crise économique mondiale, du Syndicat patronal et artisanal de l'Ouest africain (Sypaoa), l'une des organisations qui disputait au Sypeco et au Scimpex notamment, l'audience du monde des affaires.
Quand la Seconde Guerre éclate, Mamadou Assane Ndoye diversifie ses activités, en se lançant dans la briqueterie et la fourniture de viande à l'armée et à l'administration. L'armistice signé, il entreprend, avec Cheikh Mouhamadou Mbacké dit Gaïndé Fatma, petit-fils de Ahmadou Bamba, de créer une banque populaire. L'administration et les banques coloniales s'opposent au projet. Mamadou Assane Ndoye forme alors, avec André Guillabert et Léon Boissier-Palun, tous deux métis, le projet d'une ligne aérienne intérieure. Cette initiative échoue à son tour.

### Carrière politique
Sur le plan politique, Mamadou Assane Ndoye, après avoir été l'allié de Blaise Diagne au conseil municipal, se sépare de lui et conduit, aux côtés de Galandou Diouf, une liste d'opposition aux élections municipales du 5 mai 1929. Lorsque Ibrahima Sow et Henri Martin créent « le périscope africain », il les finance.
Il exerce les fonctions de conseiller colonial, puis de conseiller municipal, de conseiller général, de député de la Presqu'île du Cap-Vert à Dakar, et devint partisan de Lamine Guèye à la mort de Galandou Diouf. Il en est le premier adjoint à la Mairie de Dakar.
Dans la vie privée, Mamadou Assane Ndoye était appelé le « grand frère » par son ami et beau-frère Serigne Abdoul Aziz Sy Dabakh, précédent Khalif général des Tijanes. Il s'éteignit le 4 juillet 1974 et fut inhumé à la mosquée de Sandial.

## Honneurs
Il fut nommé Chevalier de la Légion d'honneur à titre étranger par décret du 3 mars 1948, puis promu Officier de la Légion d'honneur par décret du 9 avril 1965, pris sur le rapport de la Présidence de la République (Communauté), en qualité de « député de la Presqu'île du Cap-Vert à Dakar ».
Pour lui témoigner sa reconnaissance lors de son élection à la présidence de la République, le premier président sénégalais Léopold Sédar Senghor baptise en son nom l'ancienne rue Thiers de Dakar, sur laquelle se situe l’Ambassade de France et où était domicilié Mamadou Assane. Cette demeure abrite les locaux de son bureau ainsi que sa jeune descendance issue de Adja Mame Tabara Diop, cousine de Jacques Diouf, ancien directeur général de la FAO, et petite-fille d'Ahmed Diop Gora de Saint-Louis, qui l'encadra pendant ses études.